# آنالیز تابعی

یکی از حالت‌های نوسانی ممکن از یک سر طبل دایره ای شکل ایده‌آل. این حالت‌ها، توابع ویژه‌های یک عملگر خطی روی فضای توابع می‌باشند که ساختاری در آنالیز تابعیست.

آنالیز تابعی، شاخه ای از آنالیز ریاضی است که مطالعه بر روی فضاهای برداری مجهز به ساختارهای مرتبط با حد (مثل ضرب داخلی، نرم، توپولوژی و …) و توابع خطی که روی این فضاها تعریف می‌شوند (و با آن ساختارهای مذکور به طرز مناسبی ارتباط برقرار می‌کنند) هستهٔ آن را شکل می‌دهند. ریشه‌های تاریخی آنالیز تابعی در مطالعهٔ فضاهای توابع و فرموله کردن خواص تبدیل توابعی چون تبدیل فوریه قرار دارد. چنین تبدیل‌هایی، عملگرهای پیوسته، یکه ای و … را بین فضاهای توابع تعریف می‌کنند.
کلمهٔ تابعی (یا تابعک) (به انگلیسی: functional) ریشه در حساب تغییرات دارد و به معنای تابعی است که ورودی آن یک تابع می‌باشد. این اصطلاح را اولین بار آدامار در کتاب ۱۹۱۰ خود که در همین موضوع نوشته شده بود به کار برد. با این حال، مفهوم عمومی یک تابعک پیش از آن نیز در ۱۸۸۷ توسط ریاضیدان و فیزیکدان ایتالیایی، ویتو وولترا به کار رفته‌است. نظریه تابعک‌های غیر خطی توسط شاگردان هادامارد بخصوص فرشه و لوی ادامه یافت. همچنین هادامارد مکتب مدرن آنالیز تابعک‌های خطی را بنیان نهاد که پس از او توسط ریس (Riesz) و گروهی از ریاضیدانان لهستانی اطراف استفان باناخ توسعه و ادامه یافت.
در کتب مقدماتی مدرن آنالیز تابعی، این موضوع به عنوان مطالعه فضاهای برداری مجهز به توپولوژی در نظر گرفته شده که یکی از ویژگی‌های خاصشان بی‌نهایت بعدی بودن است. اگر بخواهیم آنالیز تابعی را با جبر خطی مقایسه کنیم، جبر خطی عموماً با فضاهای متناهی بعدی سروکار دارند که از توپولوژی در آن‌ها استفاده نمی‌شود. بخش مهمی از آنالیز تابعی، توسعه قضایای مربوط به نظریه اندازه، انتگرال‌گیری و احتمالات به فضاهای بی‌نهایت بعدی است که به آن آنالیز بی‌نهایت بعدی نیز گفته می‌شود.